# NBA All-Star Game 1988
Le NBA All-Star Game 1988 s’est déroulé le 7 février 1988 dans le Chicago Stadium de Chicago. Michael Jordan inscrit 40 points ce qui constituait à l'époque la deuxième meilleure performance de l’histoire derrière les 42 points de Wilt Chamberlain, (Désormais 3e meilleure performance de l'histoire depuis les 41 points de Russell Westbrook inscrits lors du All-Star Game 2015) Kareem Abdul-Jabbar devient le meilleur marqueur de l’histoire des All-Star en passant devant Oscar Robertson.

## Effectif All-Star Est
- Moses Malone (Washington Bullets)
- Larry Bird (Celtics de Boston)
- Michael Jordan (Bulls de Chicago)
- Charles Barkley (76ers de Philadelphie)
- Kevin McHale (Celtics de Boston)
- Isiah Thomas (Pistons de Détroit)
- Dominique Wilkins (Hawks d’Atlanta)
- Patrick Ewing (Knicks de New York)
- Brad Daugherty (Cavaliers de Cleveland)
- Maurice Cheeks (76ers de Philadelphie)
- Doc Rivers (Hawks d’Atlanta)
- Danny Ainge (Celtics de Boston)

## Effectif All Star Ouest
- Kareem Abdul-Jabbar (Lakers de Los Angeles)
- Magic Johnson (Lakers de Los Angeles)
- James Worthy (Lakers de Los Angeles)
- Hakeem Olajuwon (Rockets de Houston)
- Karl Malone (Jazz de l’Utah)
- Alvin Robertson (Spurs de San Antonio)
- Alex English (Nuggets de Denver)
- Fat Lever (Nuggets de Denver)
- Clyde Drexler (Trail Blazers de Portland)
- Xavier McDaniel (SuperSonics de Seattle)
- Mark Aguirre (Mavericks de Dallas)
- James Donaldson (Mavericks de Dallas)

## Concours
Vainqueur du concours de tirs à 3 points : Larry Bird
Vainqueur du concours de dunk : Michael Jordan